# Bokada
Bokada est une localité du territoire de Bosobolo, province du Nord-Ubangi, en République démocratique du Congo.

## Personnalités liées à la localité
C'est le lieu de naissance de Jean-Pierre Bemba.